# Mercedes-Benz W111

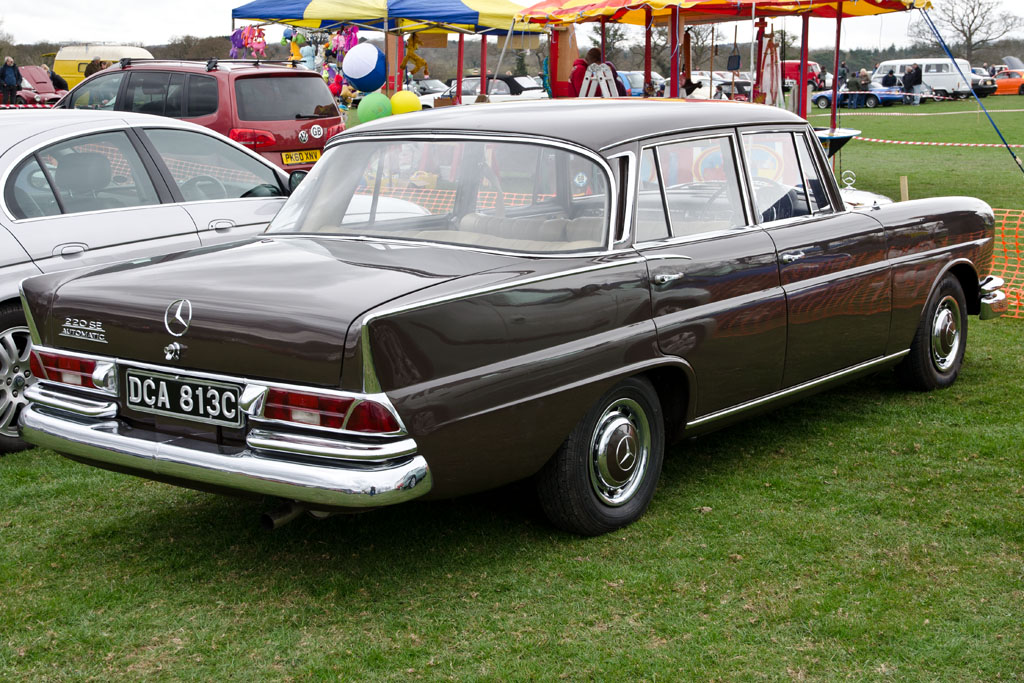
Mercedes-Benz 220SE (1965)

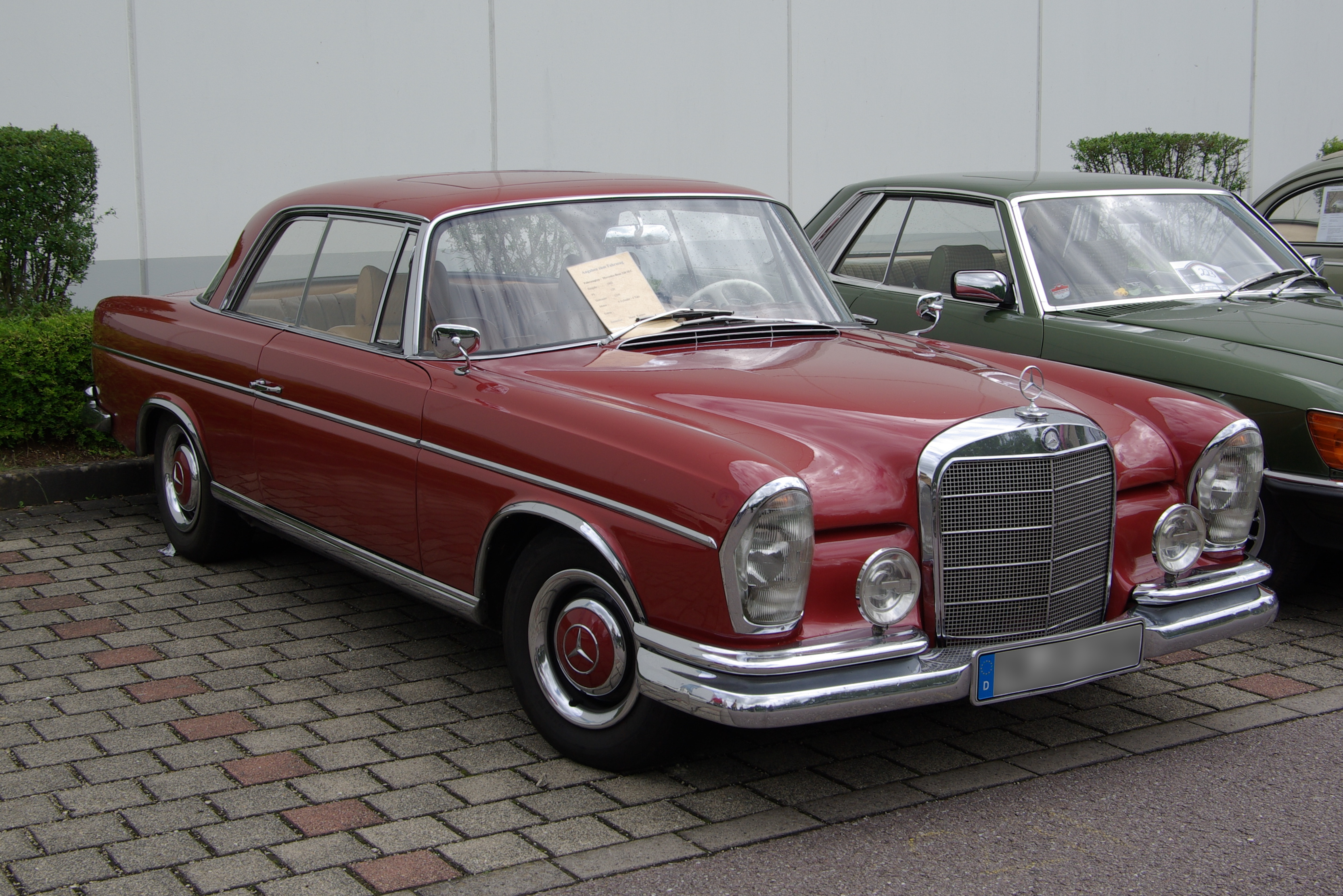
Mercedes-Benz 220SEC (W111c)

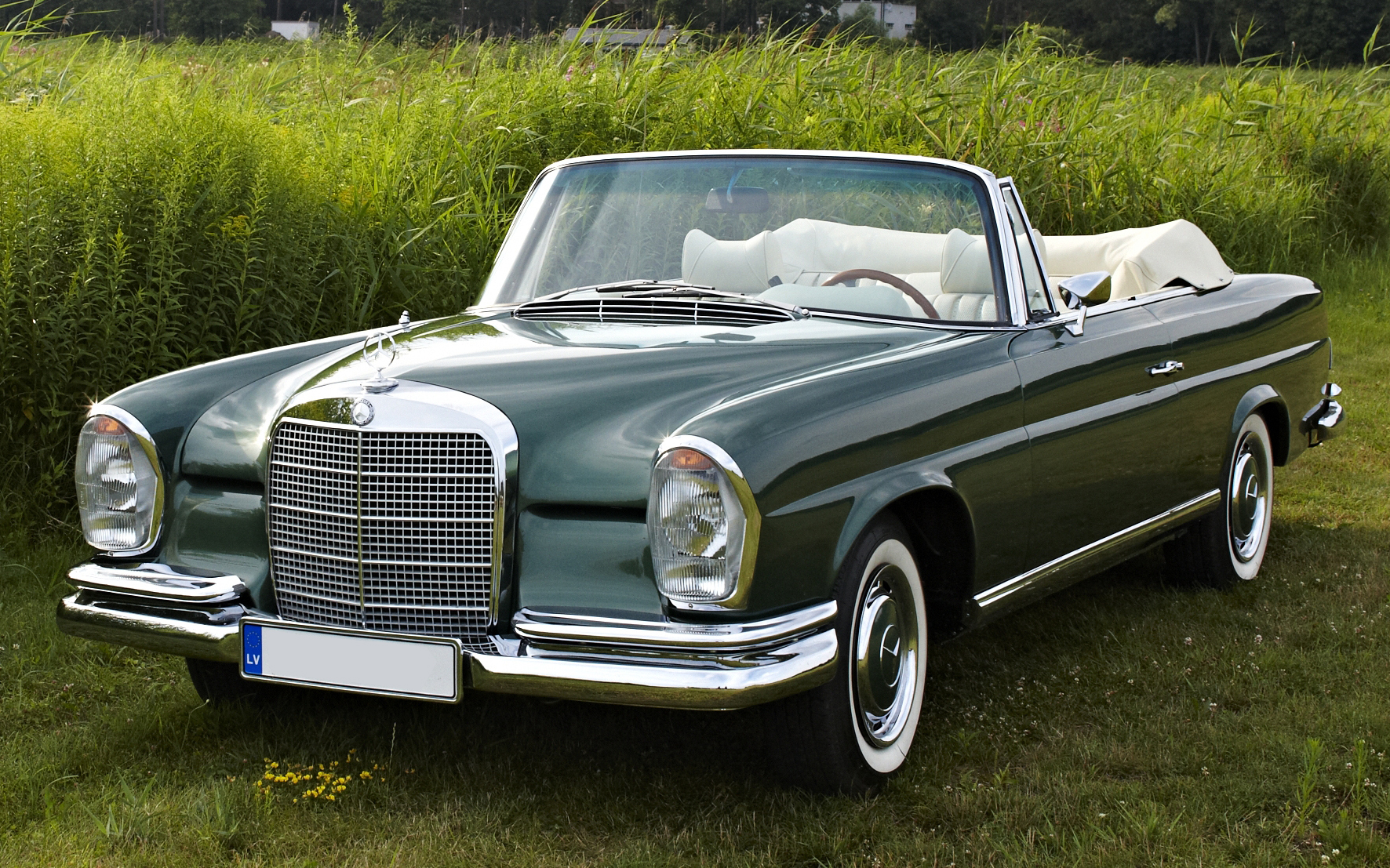

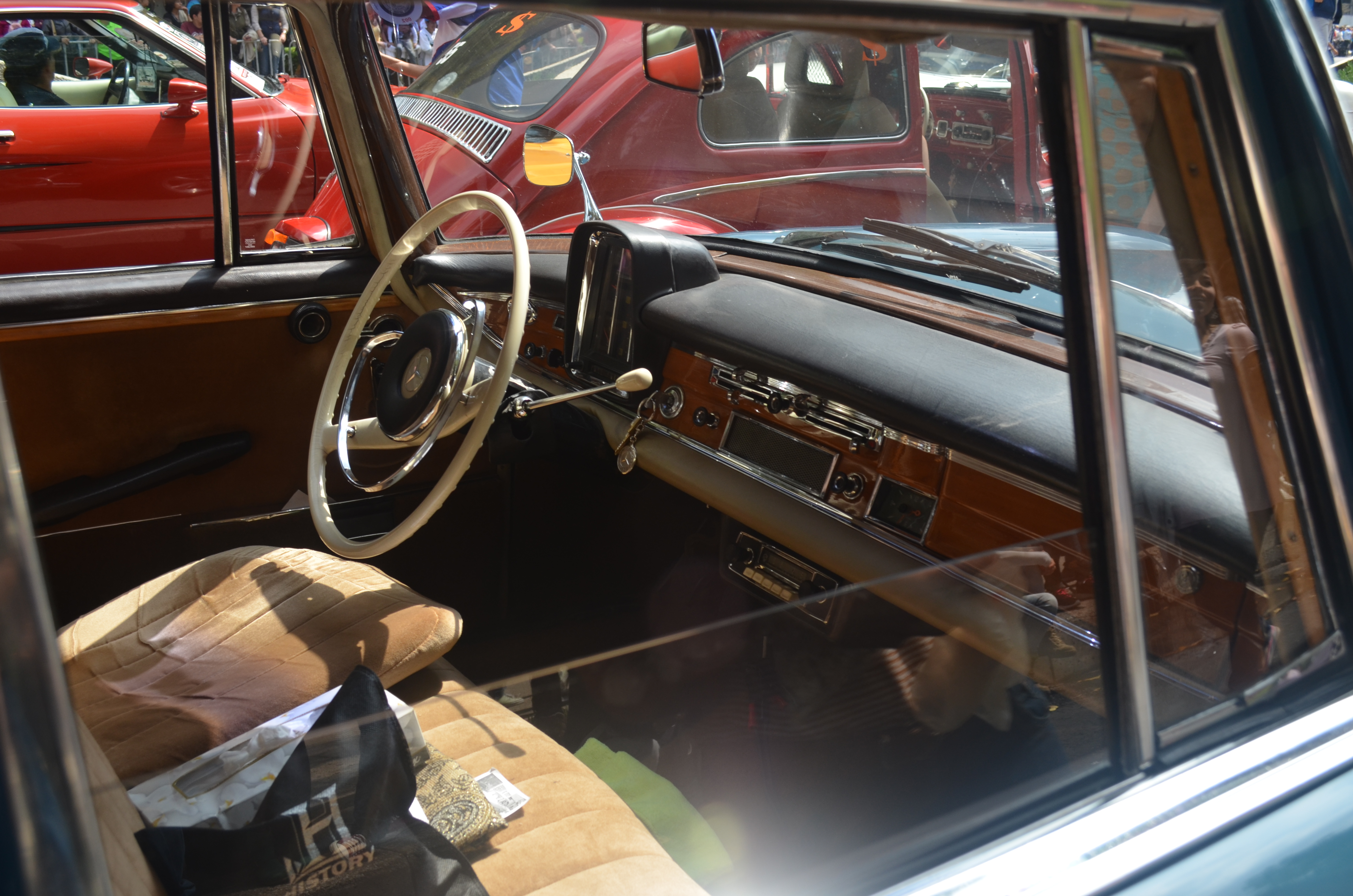

Mercedes-Benz W111 — автомобіль вищого класу, перша модель з задньою частиною у вигляді плавника виробництва Mercedes-Benz, іноді називається "великий плавник". W111 замінив понтонні моделі починаючи з 1959 року і забезпечив технічну основу для моделей Mercedes до кінця 1960-х. W111 в 1965 році був замінений на Mercedes-Benz W108, тільки седан 230 S виготовлявся з 1965 по 1968 рік паралельно з W108/109 і W110. Купе і кабріолет W111 залишався в виробничій програмі до 1971 року.
Всього було виготовлено 370 807 автомобілів.

## Опис моделі
Серія W111 замінила популярний "Ponton" (W105/W180/W128), тому він оснащувався тими ж 6-циліндровими двигунами (тип M180/M127). Серія W112 вважалася більш розкішною - вона мала потужніший, також 6-циліндровий двигун, на 10 см довший кузов і в стандартній комплектації в неї була пневматична підвіска. З іншого боку, моделі з кодом W110 були адресовані біднішим покупцям - їх приводили в рух 4-циліндрові двигуни (включаючи дизелі), кузов був позбавлений багатьох хромованих оздоблень.
Спільною рисою всіх трьох моделей був характерний кінець країв багажника. Цю стилістичну процедуру німці назвали Хекфлоссе (heck - назад, flosse - плавник), а англійці - Fintail (fin - плавник, tail - хвіст). Ці "плавники", розроблені командою Карла Вільферта, відсилали до стилю тодішніх американських крейсерів (включаючи Cadillac Eldorado, Buick Le Saber). Це стало спрощенням дебюту моделей Mercedes у США.
Серія W111 включала в себе чотиридверні седани (1959-1968) та дводверні купе (W111C) та кабріолети (1961-1971).
W111, хоча була не зовсім нова конструкція (підвіска і двигун "успадковані" від "Pontoon"), він містив кілька інноваційних рішень. Найважливішими з них були зони контрольованої деформації, які у разі аварії поглинали енергію, зберігаючи тим самим жорсткість салону.

## Технічні характеристики
| Модель               | Роки випуску | Номер кузова | Тип двинуна       | Об'єм | Потужність       | Виготовлено штук |
|                      |              |              |                   | [см³] | [к.с.]/[кВт]     |                  |
| 220 Limousine        | 8/59–8/65    | 111.010      | M 180.940/Р 6     | 2195  | 95/70            | 69.691           |
| 220 S Limousine      | 8/59–8/65    | 111.012      | M 180.941/Р 6     | 2195  | 105/110 // 77/81 | 161.119          |
| 220 SE Limousine     | 8/59–8/65    | 111.014      | M 127.982/Р 6     | 2195  | 120/88           | 66.086           |
| 220 SE Coupé         | 2/61–10/65   | 111.021      | M 127.984/Р 6     | 2195  | 120/88           | 14.173           |
| 220 SE Cabriolet     | 9/61–10/65   | 111.023      | M 127.984/Р 6     | 2195  | 120/88           | 2729             |
| 230 S Limousine      | 7/65–1/68    | 111.010      | M 180.947/951/Р 6 | 2295  | 120/88           | 41.107           |
| 250 SE Coupé         | 9/65–12/67   | 111.021      | M 129.980/981/Р 6 | 2496  | 150/110          | 5259             |
| 250 SE Cabriolet     | 9/65–12/67   | 111.023      | M 129.980/984/Р 6 | 2496  | 150/110          | 954              |
| 280 SE Coupé         | 11/67–5/71   | 111.024      | M 130.980/984/Р 6 | 2778  | 160/118          | 3797             |
| 280 SE Cabriolet     | 11/67–5/71   | 111.025      | M 130.980/984/Р 6 | 2778  | 160/118          | 1390             |
| 280 SE 3.5 Coupé     | 11/69–7/71   | 111.026      | M 116.980/990/V 8 | 3499  | 200/147          | 3270             |
| 280 SE 3.5 Cabriolet | 11/69–7/71   | 111.027      | M 116.980/990/V 8 | 3499  | 200/147          | 1232             |